# Bordningen av Gazakonvojen

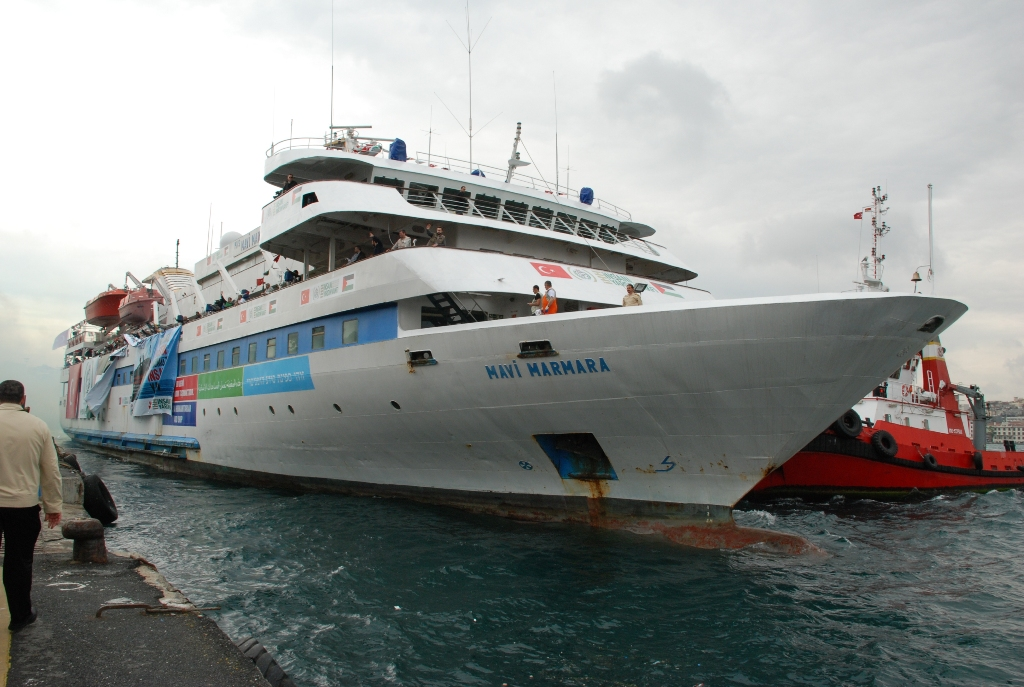
M/S Mavi Marmara, 22 maj 2010

Bordningen av Gazakonvojen (internationellt kallad Freedom Flotilla, i Sverige ofta förväxlad med den deltagande svenska föreningen Ship to Gaza) inträffade den 31 maj 2010 då den israeliska flottan på internationellt vatten bordade sex fartyg i konvojen efter att de svarat nekande på en israelisk uppmaning om att gå till israelisk hamn för kontroll och omlastning till landbaserad transport av tillåtet gods, med anledning av blockaden av Gaza. Bordningen ledde till att flera aktivister dödades, och en omfattande internationell uppmärksamhet från medier och politiker följde.
Konvojen var arrangerad av ett internationellt nätverk med organisationer från flera länder, däribland den svenska föreningen Ship to Gaza i syfte att föra förnödenheter till Gazaremsan och skapa internationell uppmärksamhet kring den israelisk-egyptiska blockaden av Gazaremsan. Konvojen finansierades av privata bidrag men har anklagats för att till stora delar ha styrts och finansierats av den turkiska islamistiska biståndsorganisationen Insani Yardim Vakfi (IHH).
Ett antal andra organisationer var också involverade i konvojen, till exempel Ship to Gaza Grekland, European Campaign to End the Siege of Gaza (ECESG), Insani Yardim Vakfi (IHH), Palestinian International Campaign for ending the siege och Barco Gaza.
Det genomfördes omfattande demonstrationer runt om i världen mot Israels bordning, och FN krävde en förklaring från Israel och genomförde en utredning av bordningen.

## Bakgrund
Gazaremsan hade varit utsatt för en blockad av Israel och Egypten sedan juni 2007, när Hamas tog kontroll över området i samband med Slaget om Gaza (2007). Syftet var att förhindra vapentransporter och på andra sätt minska risken för militärt hot mot Israel från Gazaremsan.
I en FN-rapport i augusti 2009 kritiseras Israels blockad av Gaza, som sägs ha åstadkommit en långvarig allvarlig humanitär kris. Rapporten nämner bland annat bristen på byggnadsmaterial som försvårat återuppbyggnaden efter Gazakriget. Israeliska myndigheter anser därvid, att just byggnadsmateriel är något som Hamas kan beslagta och använda för militära ändamål.

### Konvojens syfte
Konvojen hade uttalat avsikten att bryta blockaden och anlöpa Gazas hamn, för att leverera förnödenheter till civilbefolkningen. Ett parallellt mål för konvojen var att skapa internationell uppmärksamhet kring blockaden av Gaza.[källa behövs] I turkiska media har rapporterats att flera av de dödade turkiska aktivisterna före avresan uttryckte en önskan att dö som martyrer.

### Israels avsikt med bordningen
Israel sade sig välkomna humanitärt bistånd till Gaza, men att de befarade att konvojen skulle kunna föra in vapen eller aktivister i Gaza. Den israeliska marinen krävde att konvojen skulle gå in i israelisk hamn för inspektion av varorna och att Israel därefter skulle föra dem till Gaza.

## Händelser

### Upptakt
Konvojen planerades bestå av åtta fartyg, men på grund av tekniska problem kunde endast sex avsegla.
De sex fartygen påbörjade sin färd på söndagen den 30 maj 2010 på internationellt vatten utanför Cypern. Den cypriotiska regeringen hade nekat till samarbete med Free Gaza Movement och tillät inte aktivisterna att utgå från dess hamnar.
Den israeliska flottan tog kontakt med konvojen klockan 23:00 på söndagen, på internationellt vatten 200 kilometer nordväst om Gaza, 64 kilometer från Israels kust. Flottan beordrade konvojen att följa dem till hamn eller att annars bli bordade.
Den inledande radiokontakten löd som följer: (engelska)
| ”                    | Mavi Marmara, you are approaching an area of hostilities which is under a naval blockade. The Gaza area coastal region and Gaza harbor are closed to all maritime traffic. The Israeli government supports delivery of humanitarian supplies to the civilian population in the Gaza Strip, and invites you to enter the Ashdod port. Delivery of the supplies in accordance with the authorities' regulations will be through the formal land crossings and under your observation, after which you can return to your home ports aboard the vessels on which you arrived. | „ |
| – Israeliska flottan | |   |

| ”                        | Negative, negative. Our destination is Gaza, our destination is Gaza. | „ |
| – Mavi Marmara:s respons |                                                                       |   |

### Bordningen
Bordningen skedde på internationellt vatten efter att samtliga skepp ignorerat uppmaningen från Israel, tidigt på morgonen den 31 maj.
När soldater från Shayetet 13 bordade det komoriskflaggade fartyget Mavi Marmara från israeliska helikoptrar dödades nio passagerare. Soldaterna möttes av motstånd från aktivister som använde tillhyggen, övermannade flera soldater och beslagtog vapen. Ett stort antal passagerare och några IDF-soldater skadades. Exakt vad som skedde ombord är omstritt, och båda sidor anklagar den andra för händelserna som ledde fram till dödsfallen.

#### Händelseförloppet enligt israeliska källor
Vid bordningen av Mavi Marmara uppger israeliska källor att en diversionsgranat kastades mot soldaterna och att passagerarna förutom att använda järnrör som tillhyggen även kastade kedjor och sprutade vatten med vattenslangar på soldaterna. En soldat kastades ned en våning på båten. De israeliska soldaterna använde paintballgevär och pistoler. Fotografier från Mavi Marmara, som publicerats av Reuters, visar en blödande israelisk soldat som trycks ned av aktivister, samtidigt som en knivbeväpnad aktivist står bredvid.
Israelisk militär har påstått att omkring femtio av aktivisterna var betalda legosoldater från Turkiet, och flera av de dödade aktivisterna sade sig före avfärden vilja dö som martyrer.

#### Händelseförloppet enligt aktivistkällor
Teologen Ulf Carmesund uppgav att de israeliska soldaterna var beväpnade och att de slog ner kaptenen på fartyget Svendonh med en gevärskolv, men att ingen annan på skeppet skadades och att soldaterna betedde sig korrekt så snart de tagit över kontrollen på fartyget.
Mattias Gardell som färdades på det fartyg där personer omkom har sagt att han har hört andra berätta om hur aktivister blev skjutna i pannan och bakhuvudet av israeliska soldater, något som han hävdat är överlagt mord.
Henning Mankell som färdades på det grekiska fartyget Eleftheri Mesogeios har beskrivit hur svartklädda kommandosoldater bordade fartyget från gummibåtar och helikopter. Han har senare kallat bordningen för sjöröveri och kidnappning.
Mehmet Kaplan som befann sig på samma fartyg som Mankell och vistades tillsammans med Mankell dygnet innan hemresan, har sagt att han sett när israeliska militären använde gummikulor och elpistoler mot flera personer. Han har även berättat att han var vittne till då Dror Feiler blev brutalt nerbrottad efter att försökt hindra soldaterna från att ta hans pass. Dror Feiler har anklagat israeliska staten för stöld av hans ägodelar.
Vidare uppgav Victoria Strand att grekiska aktivister möttes av våld utan att ha gjort något motstånd.
Israeliska myndigheter lade beslag på deltagarnas tillhörigheter, inklusive mobiltelefoner, datorer, kamerautrustning och inspelad film, vilket försvårat för deltagarna att nå ut med sin version av händelseförloppet.
Deltagare från olika länder i konvojen har vittnat om våld från de israeliska soldaternas sida. Människor sparkades och trampades på. Flera deltagare uppger att de såg eldgivning från helikoptrar. Skadade nekades vård.

#### Obduktionsrapporter
Enligt turkiska justitiedepartementet visade obduktionen att de nio aktivister som dödades på fartyget Mavi Marmara tillsammans sköts med trettio skott av nio millimeters ammunition, av vilka flera på nära håll. Den 60-årige Ibrahim Bilgen träffades av fyra skott, i tinningen, bröstet, höften och ryggen. Den 19-årige Fulkan Dogan, som även var amerikansk medborgare, träffades av fem skott från under 45 centimeters avstånd i ansiktet, bakhuvudet, två gånger i benet och en gång i ryggen. Två andra män sköts fyra gånger vardera, och fem av offren sköts antingen i bakhuvudet eller i ryggen, enligt Yalcin Buyuk, en av obducenterna.

##### De dödade[29]
- Cengiz Akyüz, född 1969, dekoratör och byggnadsarbetare.
- Ibrahim Bilgen, född 1949, elektriker och ingenjör.
- Çetin Topçuoglu, född 1956, tränare för turkiska landslaget i taekwondo.
- Fahri Yaldiz, född 1968, brandman.
- Cengiz Songür, född 1962, textilhandlare.
- Ali Haydar Bengi, född 1970, litteraturvetare, översättare och pedagog.
- Necdet Yildrum, född 1978, apotekare.
- Cevdet Kiliçlar, född 1972, journalist och fotograf.
- Furkan Dogan, född 1991, gymnasist

### Transport från Israel till Gaza
Den 1 juni meddelade den israeliska militären att de påbörjat transporten av varor från konvojen vidare till Gaza. Hamas meddelade den 3 juni att de inte ville släppa in varorna från konvojen utan krävde att hela lasten skulle levereras intakt och att alla aktivister som deltog i konvojen skulle släppas. Israel bekräftade att åtta lastbilar väntade på tillstånd att komma in i Gaza och att all last inte hade lossats från fartygen.

### Fler fartyg
I början av juni samma år bordades ytterligare ett fartyg ur Freedom Flotilla av israeliska kommandosoldater som tog över skeppet utan blodsutgjutelse. Fartyget hette Rachel Corrie, efter den amerikanska aktivisten Rachel Corrie, som dog när hon försökte hindra en israelisk bulldozer från att riva ett palestinskt hem.

## Kritik från pressfrihetsorganisationer
Pressfrihetsorganisationer har riktat kritik mot israeliska myndigheters agerande efter stormningen. De menar att Israel har utövat censur. Israelisk militär vägrade vid flera tillfällen journalister att göra intervjuer med fartygskonvojens aktivister. Bland annat hindrade militären journalister som försökte intervjua de aktivister som fördes bort vid Ben Gurion-flygplatsen utanför Tel Aviv. Myndigheterna vägrade också att uppge på vilka sjukhus de skadade vårdades.
Reportrar utan gränser uppgav att minst 60 av de cirka 700 passagerarna ombord på fartygen var journalister och var starkt kritiska till hur dessa behandlats. De har poängterat att journalisterna var där för att göra sitt jobb, vilket var att bevaka det som hände. De tyckte att dessa inte skulle förväxlas med aktivisterna.
Den turkiska journalisten Cevdet Kiliclar sköts tills döds på det comoriska fartyget Mavi Marmara. Cevdet Kiliclar var nyhetsfotograf med examen från Marmara-universitetets kommunikationsfakultet. Han dödades av ett skott i huvudet avlossat av en israelisk soldat. Det turkiska journalistförbundet (TGS) har fördömt Cevdet Kiliçlars död och anser att det ska betraktas som mord.

## Deltagare
Konvojen hade deltagare från flera olika länder:

### Sverige

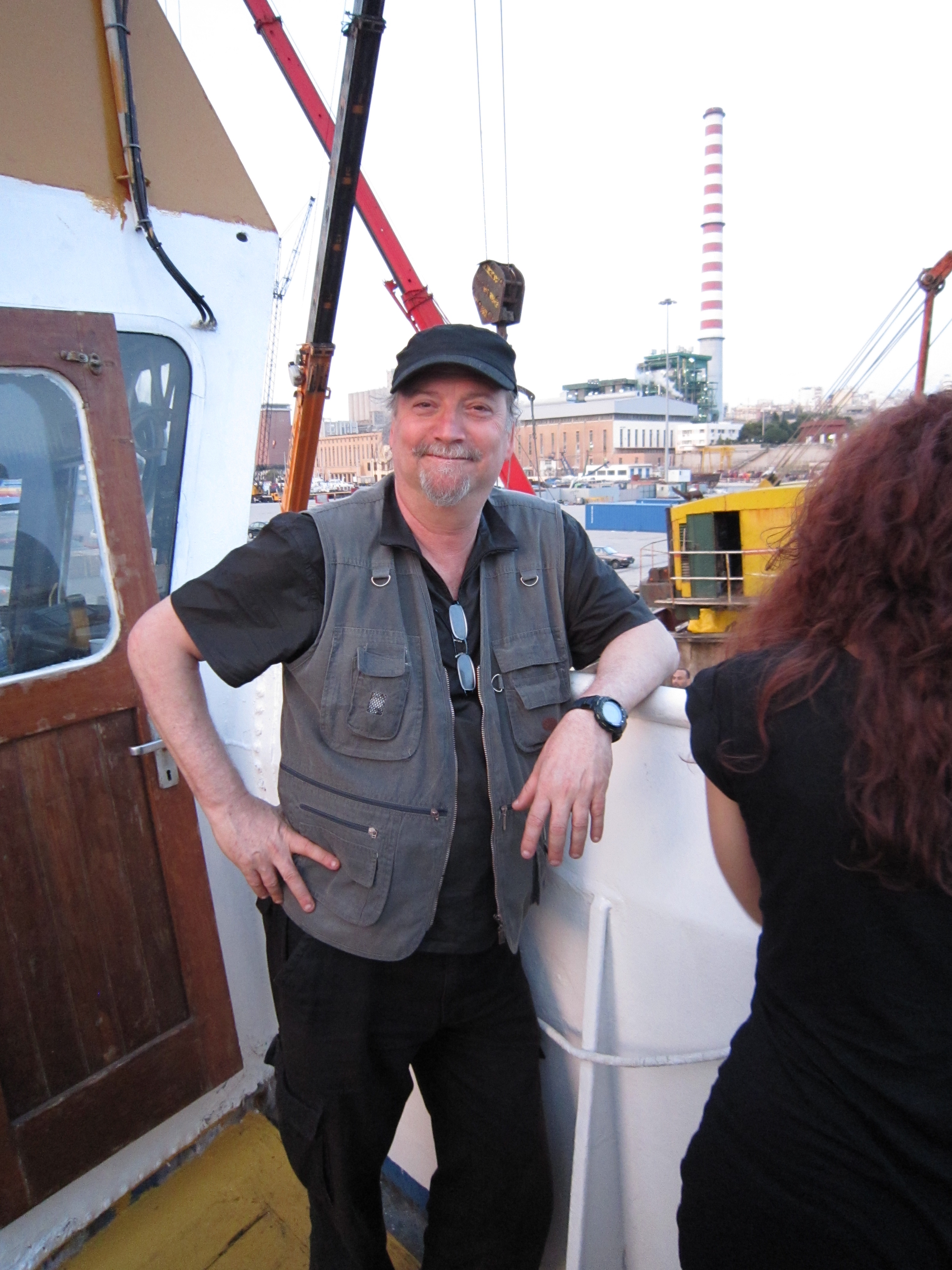
Ship to Gazas språkrör Dror Feiler ombord på M/S Eleftheri Mesogeios den 24 maj

Dessa svenskar var med på de bordade skeppen.
- Saman Ali - styrelsemedlem i Ship to Gaza
- Henry Ascher - barnläkare
- Ulf Carmesund - teolog, Sveriges kristna socialdemokraters förbunds internationella sekreterare
- Dror Feiler - konstnär
- Mattias Gardell - religionshistoriker
- Mehmet Kaplan - riksdagsledamot, Miljöpartiet
- Edda Manga - idéhistoriker
- Henning Mankell - författare
- Amil Sarsour - ordförande i samarbetsorganisationen för invandrare, Uppsala
- Kimberly Soto Aguayo - medlem i Palestinagrupperna i Sverige
- Viktoria Strand - överläkare

### Nordirland
- Mairead Corrigan - nobelpristagare[37]

### Turkiet
- Bülent Yildirim, chef för Insani Yardim Vakfi.[38]
- Ibrahim Sediyani, journalist och författare.[39]
- Adem Bakici, förening representativ.[39]

### Tyskland
- Inge Höger - förbundsdagsledamot för Die Linke[38]
- Annette Groth - förbundsdagsledamot för Die Linke[38]
- Norman Paech[38]

### USA
- Edward Peck, före detta amerikansk ambassadör i Mauretanien.[38]

### Israel
- Raid Salah[38]
- Hanin Zoabi - knessetledamot för partiet Balad.[38]

## Reaktioner

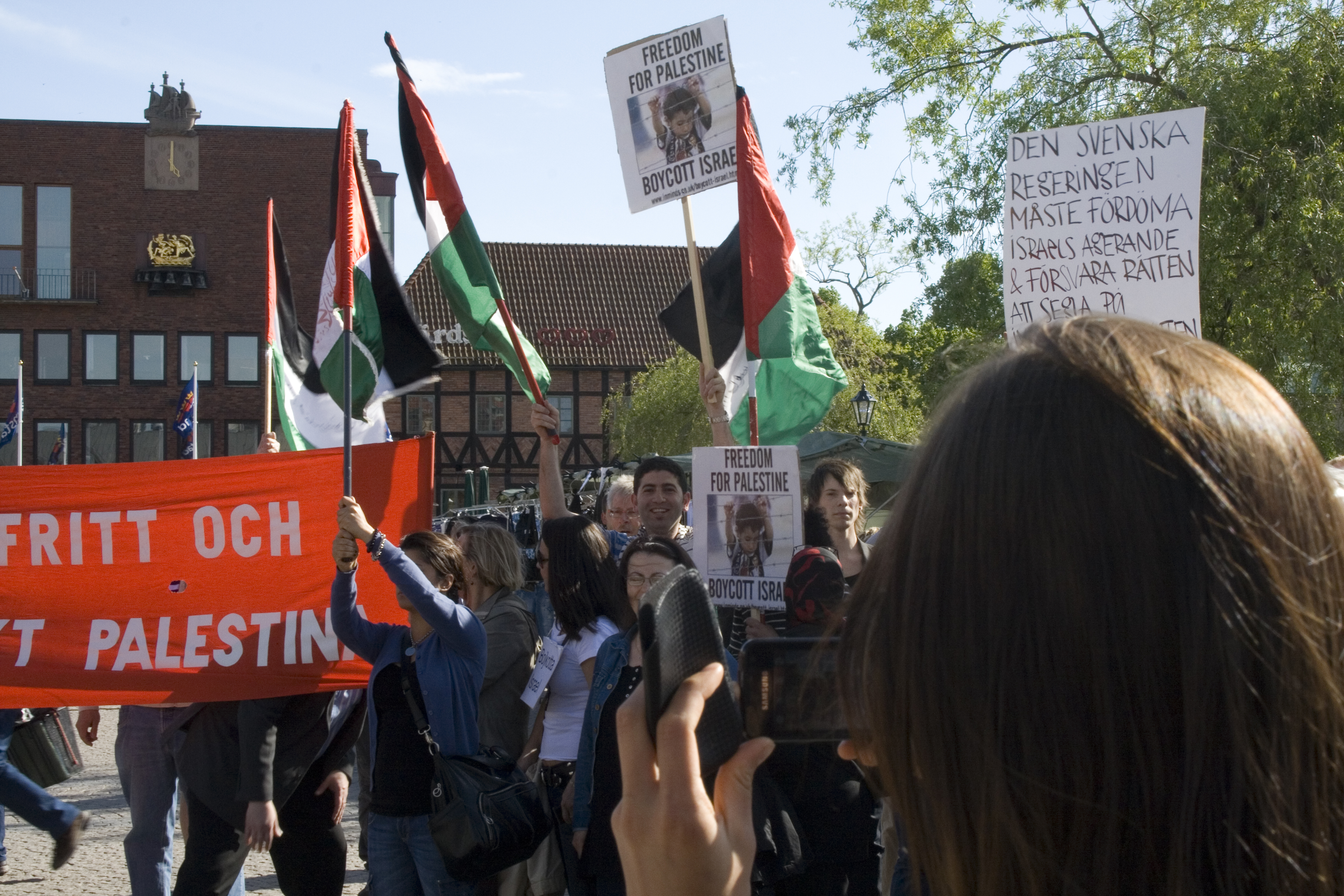
Demonstration i Halmstad, som fördömer den israeliska bordningen av Gazakonvojen 31 maj 2010

Bordningen kritiserades och/eller fördömdes av Albanien, Belgien, Bulgarien, Finland, Frankrike, Irland, Luxemburg, Norge, Portugal, Spanien, Storbritannien, Sverige och Tyskland. Israel blev vidare fördömt i stora delar av den arabiska världen. I Asien fördömdes den israeliska aktionen av Indien, Indonesien, Iran, Kina, Malaysia, Pakistan och Ryssland. I Central- och Sydamerika fördömdes Israel av Argentina, Bolivia, Brasilien, Chile, Mexiko, Paraguay, Uruguay och Venezuela. Israel fördömdes också av Nya Zeeland, Sydafrika och Turkiet.[källa behövs]
Australien, Kanada, Nya Zeeland, USA och Vatikanstaten uttryckte missbelåtenhet över de dödade..[källa behövs]
Vissa länder krävde utredningar om händelsen.[källa behövs]

### Internationellt
- FN:s generalsekreterare Ban Ki-moon krävde en fullständig utredning kring vad som hänt och att Israel ska ge en förklaring till det inträffade[40]
- NATO höll ett extrainsatt möte, på turkisk begäran, med anledning av det inträffade[41]
- En utredning från FN:s råd för mänskliga rättigheter slår fast att bordningen stred mot Genèvekonventionen och att det finns klara bevis för att stödja åtal på flera punkter: uppsåtligt dödande, tortyr eller omänsklig behandling, uppsåtligt orsakande av stort lidande eller allvarlig kroppsskada. "Uppförandet från Israels militär och annan personal mot passagerarna på flottan var inte bara oproportionerligt för tillfället men visade också nivåer av totalt onödigt och ofattbart våld", står det i rapporten.[42]
- Den så kallade Palmer/Uribe kommissionen som tillsattes av FN:s generalsekreterare för att utreda och förebygga liknande händelser i framtiden [43] menade att sjöblockad kunde ses som ett legalt verktyg gentemot stridande part, däremot ville ansåg inte kommissionen man hade möjlighet att utreda om Israel blockad mot Gaza ger de effekter mot Hamas som israel uppger. Eftersom ledamöterna från Israel och Turkiet reserverade sig mot Palmer-kommissionens slutsatser så kunde rapporten aldrig läggas fram eller antas av FN. Palmer/Uribe menade också att Israel var i sin fulla rätta att borda skeppen då de bröt mot folkrätten, och vägrade stanna för inspektion. Den menade också att Israel kan utöva denna rätt på Internationellt vatten, så fort skeppen visat sin avsikt att bryta blockaden. Israel kritiserades för att, även om man givit varningar om att bordning skulle ske, så borde man givit varning när det skulle ske. Man kritiserar också behandlingen av besättningen efter övertagandet.  I och med att skeppen vägrar följa internationell lag, så antar besättningen status av krigförande part, och Israel bör därför behandla besättningen enligt Genèvekonventionens regler för krigsfångar. Besättningen kritiseras för "reckless behaviour", och Palmer/Uribe uppmanar alla stater att avråda medborgare från nya försök att bryta blockaden, vilket anses bidra till att förvärra en redan explosiv situation.

### Sverige
- I Sverige genomfördes samma kväll stora manifestationer i flera städer till stöd för Ship to Gaza. Störst var den på Sergels torg i Stockholm som samlade ca 7000-8000 deltagare.[44][45][46][47][48][49]

### Israel
- Den israeliska premiärministern Benjamin Netanyahu, som var i Kanada under händelsen men som avbröt en planerad resa till USA för att åka tillbaka till Israel, stödde bordningen fullt ut.[50][51]
- Israel beslutade dock att ändra på reglerna för blockaden och tog bort den kritiserade 30-listan (en lista på vilka varor som för dagen fick föras in till Gaza), och ersatte den med en lista på vad som inte var tillåtet att föra in.[källa behövs]

### Turkiet
- I Turkiet samlades mer än 10 000 personer i en demonstration mot Israels agerande.[52]
- Den turkiska islamistorganisationen Insani Yardim Vakfi (IHH) menar att Israels kapning av konvojen till Gaza blev en propagandaseger för just dem. IHH:s egna uttalanden ger vid handen, att man hoppades på att israelerna skulle låta sig provoceras till okontrollerat övervåld som ledde till dödade och sårade aktivister.[53]

### Egypten
- Egypten lät lätta på vissa aspekter av blockaden av Gaza till följd av händelserna[54]

### EU
- Presidenten för Europaparlamentet Jerzy Buzek kallade händelsen för en "orättfärdigad attack"[55]
- Belgiens utrikesminister, Steven Vanackere, kallade den israeliska aktionen för oproportionerligt[56]
- Den bulgariska utrikesministern sa att inget kan försvara de tio dödsoffren[56] och krävde att två belgiska journalister som åkte på konvojen skulle släppas.[57]

### USA
USA:s vicepresident Joe Biden, sade i ett uttalande att Israel har rätt att borda fartyg med destination Gaza för att förhindra smuggling av vapen. Enligt vicepresident Biden har Israel en absolut rätt att upprätthålla sin nationella säkerhet. Biden citeras med att säga: "'It's legitimate for Israel to say, "I don't know what's on that ship. These guys are dropping eight – 3,000 rockets on my people,"' (Det är legitimt för Israel att säga, vi vet inte vad som finns på dessa skepp. De skjuter åttatusen till tretusen artilleriraketer på oss.)

### Iran
Irans högste ledare, ayatollah Ali Khamenei sade i ett uttalande att det iranska revolutionsgardets sjöstridskrafter är beredda att förse fartyg som vill bryta Gazablockaden med militär eskort.

## Folkrättslig diskussion
Flera folkrättsjurister från båda sidor har sagt att det i fredstid inte är tillåtet att stoppa eller borda ett skepp på internationellt vatten men att det däremot är tillåtet i en väpnad konflikt. Flera svenska folkrättsjurister har hävdat att Israel gjorde fel när de bordade skeppen på internationellt vatten med hänvisning till att de inte befinner sig i krig.. Folkrättsexperten  Ove Bring har dessutom sagt att det är fel att genomföra en total maritim blockad som stoppar mat och humanitär hjälp. Den så kallade Palmer/Uribe kommissionen menade däremot att Israel har rätt att utöva sjöblockad mot den stridande parten Hamas, men man kunde inte avgöra om blockaden huvudsakligen drabbade Hamas eller civilbefolkningen i Gaza.. Israel följde i början ej reglerna för blockader, då de inte publicerade en lista över "kontraband". Detta har påpekats, och Israel har sedan dess korrigerat problemet. Innehållet i listan är fortfarande under debatt, men materiel som ej bedöms som kontraband, skickas numer i regel vidare till Gaza efter inspektion.
Folkrättsprofessorn Göran Lysén har däremot hävdat att krigstillstånd råder mellan Gaza och Israel. Han har också sagt att även om det inte skulle varit krigstillstånd mellan Israel och Gaza så skulle Israel ändå haft rätt att intervenera, därför att bordningen skedde i den territoralhavet tillhörande tilläggszonen för att genomdriva sina tull- och migrationsbestämmelser (maximalt 36 sjömil från landets baslinje). Däremot har ett land i fred inte rätt att beslagta lasten. 
Israel menar att ett fartyg som varnats för att närma sig en avstängd krigszon men som ändå insisterar på att fortsätta kan inspekteras för vapen eller smugglingsmaterial redan innan det penetrerat den stängda zonen eller nått territorialvatten., vilket konfirmeras av FN rapporten om konflikten. Enligt FN:s sjölagskonvention får fartyg bordas på internationellt vatten om man på goda grunder misstänker att de lastat vapen. Israel har också påmint om att ingen tyckte att det var något konstigt när Israel stoppade fartyget Karine A på internationellt vatten 2002, med 50 ton iranska vapen på väg till Gaza i lasten. Enligt den israeliska folkrättsexperten Robbie Sabel kan en stat vid en konflikt upprätthålla ett blockad. Blockaden kan inte genomdrivas på tredje lands territorialvatten, men väl på internationellt vatten.
FN:s utredning kom fram till: "Uppförandet från Israels militär och annan personal mot passagerarna på flottan var inte bara oproportionerligt för tillfället men visade också nivåer av onödigt våld". Man kom fram till att det finns starka indicier som pekar på att Israel, efter bordandet, utsatt besättningen för allvarlig misshandel, inklusive handfängsel, förvaring på däck, sparkar och slag. Vissa passagerare hade brutna ben och andra inre skador. Läkarhjälp gavs inte, eller kom sent.. FN-utredningen kom fram till att blockaden av Gaza är laglig enligt internationell rätt, men kom i en senare utredning fram till att blockaden är illegal enligt internationell rätt. Rapporten kunde inte fastställa huruvida dödsfallen var olagliga eller inte.? Besättningen på Ships to Gaza kritiseras skarpt för sitt folkrättsstridiga och oansvariga beteende, inklusive misshandel av tre tillfångatagna Israeliska soldater. Rapporten konstaterar att syftet med resan var att skapa publicitet, och Ships to Gaza uppmanas att inte försöka bryta blockaden fler gånger.